# Uutaalnganu

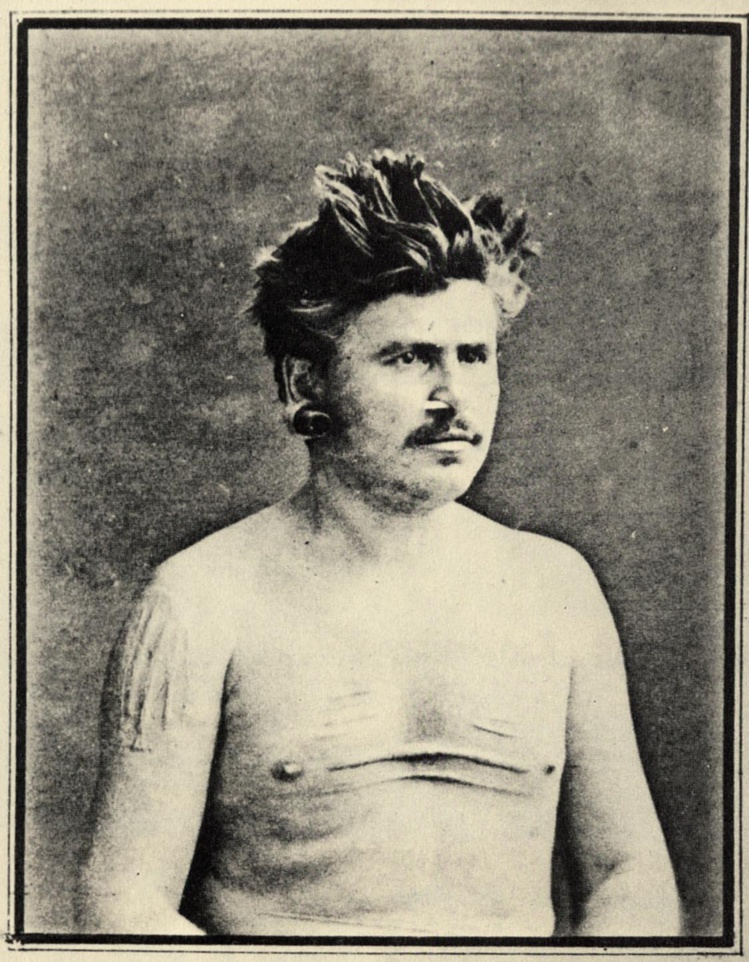
Narcisse Pelletier portant les ornements corporels traditionnels Uutalnganu.

Le peuple Uutaalnganu, également connu sous le nom de Kawadji de Night Island, est un groupe aborigène australien de la péninsule du Cap York, située dans le nord du Queensland,.
Ce nom est également utilisé pour désigner plusieurs peuples de cette région, comme les Pontunj / Jangkonj (Yanganyu), dont la langue n'est pas confirmée.

## Ethnonymie
Le terme Kawadji faisait autrefois référence à un peuple qui habitait Night Island (en) et la bande côtière située en face.
Il désigne aujourd'hui principalement une agrégation moderne de 6 peuples, collectivement connus sous le même ethnonyme, kawadji, qui signifie « gens des plages sablonneuses » (pama malnkana),.
Ces groupes, les Umpithamu/Koko Ompindamo, Pakadji, Yintyingka, Otati, Umpila et Pontunj, sont les propriétaires traditionnels et les exploitants des zones côtières à l'est de la Great Dividing Range du nord-est du Cap York, réparties de la baie d'Oxford à la baie de la princesse Charlotte.

## Histoire
Les Kawadji originels de Night Island étaient une population en petit nombre et se mariaient avec les clans Barungguan du continent.
Ils étaient connus pour leur habileté à construire et à utiliser des canoës en bois à double balancier (tango) lors d'expéditions risquées vers les récifs alentour où ils chassaient le dugong, les tortues ainsi que les œufs d'oiseaux de mer et de tortues.
Narcisse Pelletier survécut au naufrage du navire marchand français Saint Paul en 1858, après avoir été abandonné par l'équipage. Il fut recueilli par les Kawadji/ Pama Malngkana. Des indices linguistiques laissent à penser qu'il aurait vécu dans la région des Uutaalnganu. Il passa 17 ans avec les Kawadji.

## Langue
Les Kawadji de Night Island parlaient, selon Norman Tindale, le yankonyu, un dialecte de la langue Umpila (en)parlée par les Umpila et les Pontunj, auxquels ils étaient étroitement apparentés,.

## Restitution de terres
Le 25 novembre 2021, 986 km² de terres sur la côte est de la péninsule du Cap York furent rendus aux Aborigènes, en même temps que 1 202 km²  furent cédés aux peuples Kuuku Ya'u, dans le cadre d'une revendication de titre natif déposée 7 ans auparavant.
La décision historique fut rendue par la juge Debra Mortimer (en) de la Cour fédérale d'Australie, siégeant à la Cour suprême du Queensland, à Cairns,,.

## Autres noms
Les autres noms suivants font référence aux premiers habitants de Night Island :
- Kawadji (Ce terme était également un exonyme utilisé par les Kaantju et d'autres tribus de l'intérieur, désignant généralement  «l'est» (kawai)
- Peuple de Night Island [11]

Noms d'autres peuples également appelés « Kawadji » :
- Mälnkänidji (formé de malqkan (plage) et  -idja (un suffixe signifiant "appartenant à")
- Jangkonju (nom de leur langue, partagé par les Pontunj)
- Yankonyu